# Мейс, Жорж
Жорж Мейс (фр. Georges Mijs; 26 марта 1880, Гент — 7 ноября 1952, Гент) — бельгийский гребец, серебряный призёр летних Олимпийских игр 1908 года.
На Играх 1908 года в Лондоне Мейс входил в состав бельгийского экипажа восьмёрок. Его команда заняла итоговое второе место и получила серебряные медали.